# Ваджахат Алі Муфті
Ваджахат Алі Муфті (англ. Wajahat Ali Muftee) — пакистанський військовик та дипломат. Генерал-майор. Надзвичайний і Повноважний Посол Пакистану в Україні.

## Біографія
Служив керівником відділу кадрів у Ставці командувача, після виходу на пенсію направлений послом в Україну, за квотою некар'єрних дипломатів.
З 24 травня 2013 по 2015 — Надзвичайний і Повноважний Посол Пакистану в Києві (Україна).
16 липня 2013 року — вручив копії вірчих грамот заступнику міністра закордонних справ України — керівнику апарату МЗС України Андрію Олефірову.
13 вересня 2013 року — вручив вірчі грамоти Президенту України Віктору Януковичу.